# Vineland Adaptive Behavior Scales
Les Vineland Adaptive Behavior Scales sont un test qui évalue les habiletés personnelles et sociales des individus présentant une déficience intellectuelle, un trouble envahissant du développement ou d'autres types de retards de développement. Cette évaluation doit être remplie par une personne qui connaît bien la personne concernée.  
Il existe 3 versions du VABS : la version questionnaire, la version extensive et la version scolaire. Les deux premières versions du test vise les individus de 0 à 18 ans 11 mois et la version scolaire s'adresse aux enfants de 3 ans à 12 ans 11 mois.  

## Histoire
Le Vineland Adaptive Behavior Scale a été publié pour la première fois en  1984 en tant que révision de la Vineland Social Maturity Scale, qui porte le nom de Vineland Training School à Vineland, dans le New Jersey, où Edgar Doll l'avait développé.
En 2005, le Vineland-II a été publié, avec un ajout d'un 4ème domaine des compétences motrices (fine, globale et coordination) et en 2016 le Vineland-3 était publié, où le nombre total d'éléments de l'échelle a augmenté de 34 %.

## But
Le Vineland Adaptive Behavior Scale évalue le niveau de fonctionnement adaptatif d'une personne par le biais d'un entretien standardisé avec la personne ou son aidant dans le cadre de ses activités de la vie quotidienne telles que marcher, parler, s'habiller, aller à l'école, préparer un repas, etc.L'entretien Vineland original évaluait trois domaines : la communication (réceptive, expressive et communication écrite), la socialisation (interactions avec autrui, responsabilité et sensibilité face aux autres) et la vie quotidienne (tâches domestiques, comportements en communauté), qui correspondent aux trois domaines du fonctionnement adaptatif reconnus par l'American Association on Intellectual and Developmental Disabilities, à savoir les compétences conceptuelles (langage et alphabétisation, mathématiques, notions de temps et de nombres, et autodétermination), les compétences sociales et les compétences pratiques de la vie quotidienne.
Les versions questionnaire et entretien comprennent également une cinquième catégorie : les comportements problématiques (comportements indésirables qui interfèrent avec les comportements adaptatifs).

## Limites
Comme il n'existe pas d'étalon-or pour l'évaluation du comportement adaptatif, la validité de test de cet outil est inconnue.